# Гейделберг (Техас)
Гейделберг (англ. Heidelberg) — переписна місцевість (CDP) в США, в окрузі Ідальго штату Техас. Населення — 1507 осіб (2020).

## Географія
Гейделберг розташований за координатами 26°10′59″ пн. ш. 97°53′6″ зх. д. / 26.18306° пн. ш. 97.88500° зх. д. (26.183077, -97.885018).  За даними Бюро перепису населення США в 2010 році переписна місцевість мала площу 6,54 км², уся площа — суходіл.

## Демографія
Згідно з переписом 2010 року, у переписній місцевості мешкало 1725 осіб у 419 домогосподарствах у складі 371 родини. Густота населення становила 264 особи/км².  Було 463 помешкання (71/км²).
Расовий склад населення:
| - 67,9 % — білих - 0,5 % — корінних американців - 0,5 % — чорних або афроамериканців - 0,1 % — вихідців з тихоокеанських островів - 0,1 % — азіатів - 30,1 % — осіб інших рас |

До двох чи більше рас належало 1,0 %. Частка іспаномовних становила 96,8 % від усіх жителів.
За віковим діапазоном населення розподілялося таким чином: 36,3 % — особи молодші 18 років, 54,5 % — особи у віці 18—64 років, 9,2 % — особи у віці 65 років та старші. Медіана віку мешканця становила 27,3 року. На 100 осіб жіночої статі у переписній місцевості припадало 99,2 чоловіків;  на 100 жінок у віці від 18 років та старших — 93,1 чоловіків також старших 18 років.
За межею бідності перебувало 31,2 % осіб, у тому числі 32,2 % дітей у віці до 18 років та 17,5 % осіб у віці 65 років та старших.
Цивільне працевлаштоване населення становило 709 осіб. Основні галузі зайнятості: освіта, охорона здоров'я та соціальна допомога — 26,9 %, транспорт — 17,1 %, мистецтво, розваги та відпочинок — 15,0 %, роздрібна торгівля — 14,8 %.